# Rokytovce
Rokytovce este o comună slovacă, aflată în districtul Medzilaborce din regiunea Prešov. Localitatea se află la altitudinea de 343 m deasupra n.m., se întinde pe o suprafață de 7,38 km2 și în 2017 număra 180 de locuitori. Se învecinează cu Malá Poľana, Stropkov, Roškovce, Krásny Brod, Medzilaborce și Miková, Stropkov.

## Istoric
Localitatea Rokytovce este atestată documentar din 1437.

## Demografie
| An:                | 1994 | 2004   | 2014   | 2024 |
| ------------------ | ---- | ------ | ------ | ---- |
| Număr de persoane: | 185  | 186    | 200    | 156  |
| Diferență:         |      | +0,54% | +7,52% | −22% |

| An:                | 2023 | 2024   |
| ------------------ | ---- | ------ |
| Număr de persoane: | 158  | 156    |
| Diferență:         |      | −1,26% |